# Theodor Karlsson

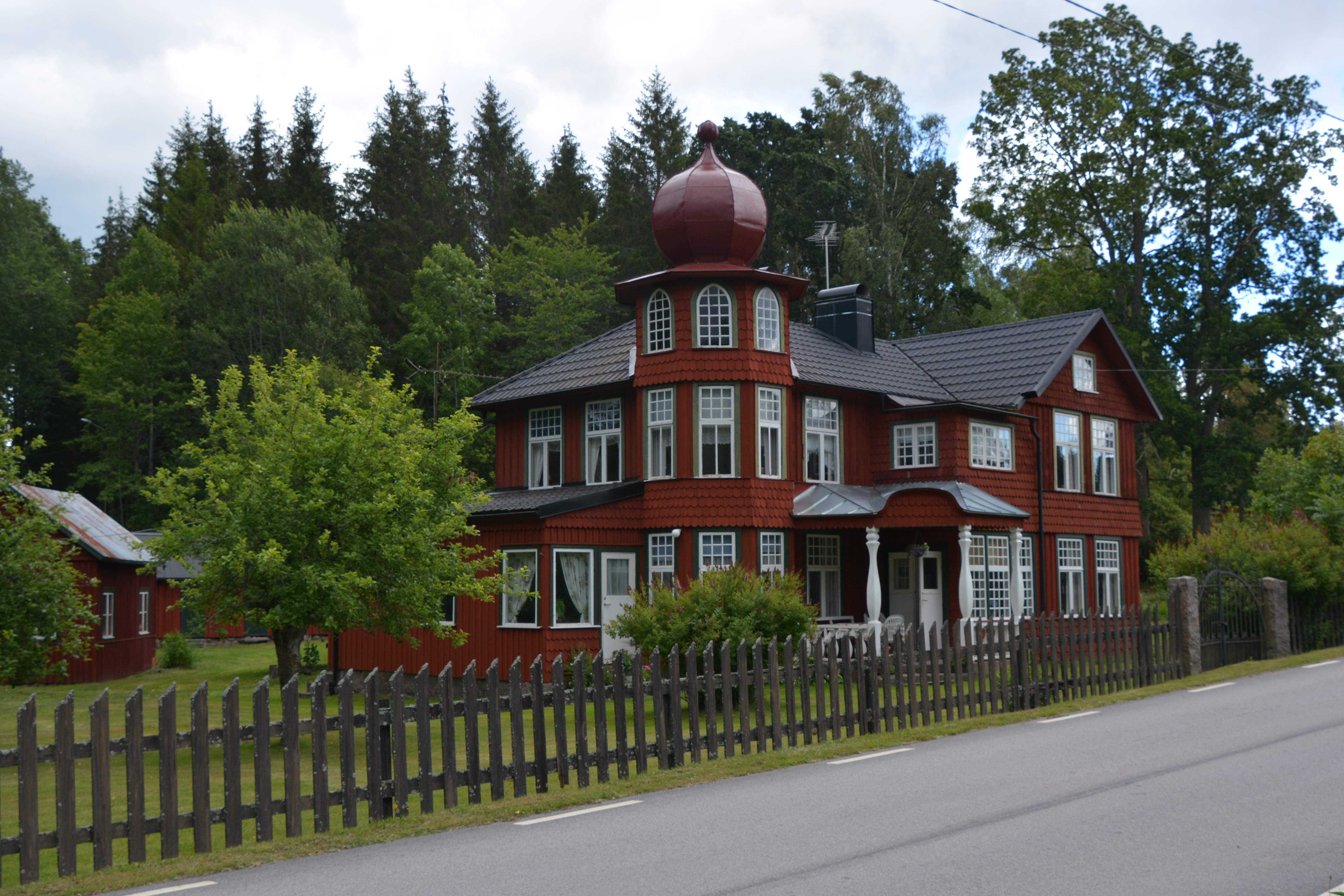
Theodor Karlssons hus i Björneström

Gustaf Theodor Karlsson, född 4 juli 1877 i Nottebäck med Granhults församling, död 3 maj 1967 i Virserums församling, var en svensk bildhuggare.

## Biografi
Karlsson föddes som son till Carl Gustaf Gustafsson. Teodor Karlsson ingick äktenskap med Axia Amanda Karolina Lovisa Karlsson, men äktenskapet upplöstes senast 1935. I äktenskapet föddes fyra barn: Elsa Amelia Karolina, f. 1901, Adina Julia Teodor, f. 1902, Alma Viva Dolores, f. 1904 och Axia Kerstin Margareta, f. 1906.
Theodor Karlsson bodde i Björneström i Virserums socken, där han var verksam i egen verkstad och ateljé. Han har bland annat gjort de så kallade kungastolarna i Räpplinge kyrka. Räpplinge är kungafamiljens sommarkyrka på Öland och kronprinsessan Victorias konfirmationskyrka. De två kungastolarna, placerade under porträtten av kung Gustaf V och drottning Victoria, skänktes till kyrkan 1937 av prinsessan Sibylla och hovjuvelerare Gunnar Svensson, Kalmar, och används än idag.

## Verk i urval
- Keruber i Mörbylånga kyrka
- Dopfunt av trä i Virserums kyrka, utformad i samarbete med arkitekten Erik Fant 1937
- Dopfunt av trä i Lemnhults kyrka, skuren 1938
- Dopfunt i Järeda kyrka, 1942
- Skulptur i trä av Näcken från 1948, placerad vid forsen i Björneström.